# 廊桥

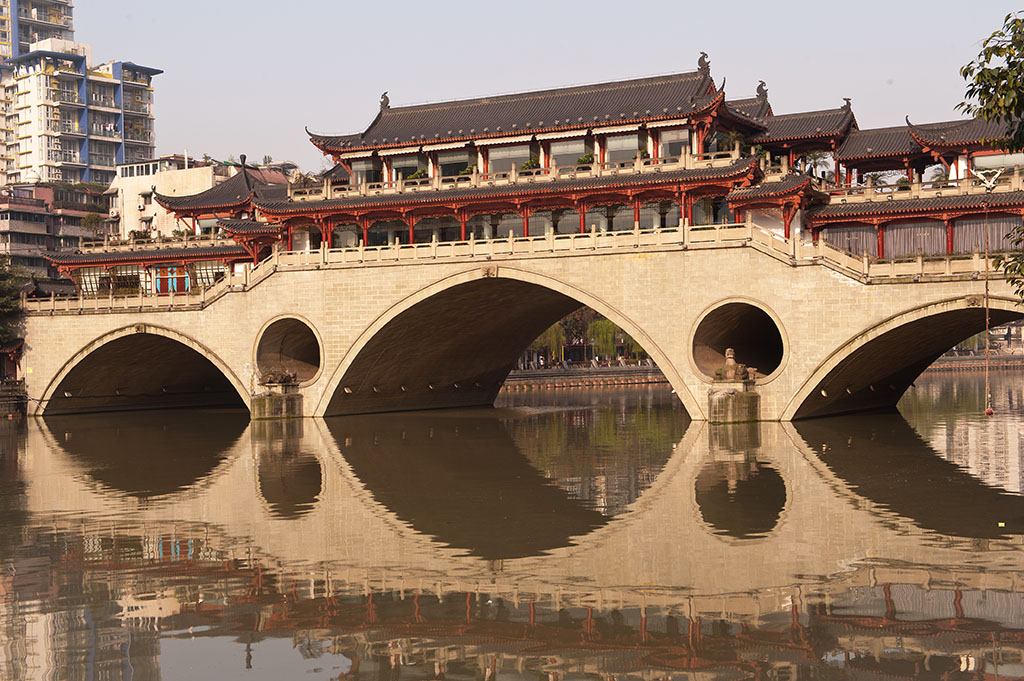
四川安顺廊桥

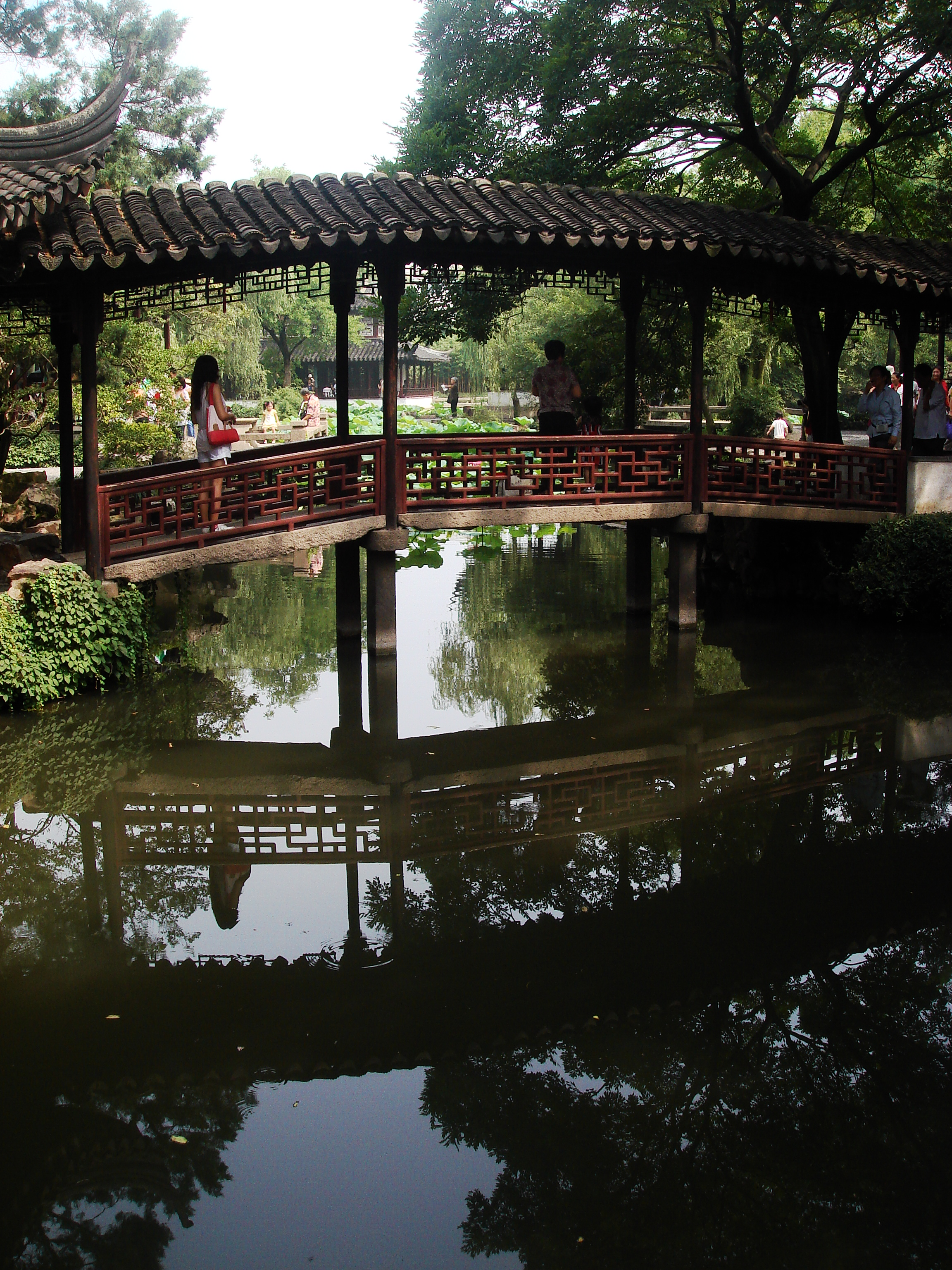
拙政园的小飞虹

廊桥亦称虹桥、蜈蚣桥等，為有頂的橋，可保护桥梁，同时亦可遮阳避雨、供人休憩、交流、聚会等作用。主要有木拱廊桥、石拱廊桥、木平廊桥、风雨桥、亭桥等。世界各地，譬如欧洲（以中欧为多）、北美、亚洲等地都有廊桥，各具特色。

## 中国廊桥
廊桥在中国已有2000多年的历史，汉朝已有关于“廊桥”的记载。虹桥盛行于北宋时中原地区，以汴水虹桥为代表。但汴水虹桥只留在了北宋画家张择端所画的《清明上河图》中。但有专家认为这种虹桥技术目前依然存于闽浙边界的木拱廊桥，并未失传。

### 中国木拱廊桥
中国木拱廊桥分布于闽浙边界山区，尤其在浙江泰顺，泰顺因此被称为“中国廊桥之乡”，古廊桥目前尚存30余座。2005年末，浙江泰顺、庆元、景宁和福建寿宁、屏南、福鼎等县市联合将廊桥向国家申报世界文化遗产预备名单。2009年9月30日，由福建省屏南县、寿宁县、周宁县和浙江省泰顺县、庆元县联合申报的“中国木拱桥传统营造技艺”被列入联合国教科文组织《急需保护的非物质文化遗产名录》。

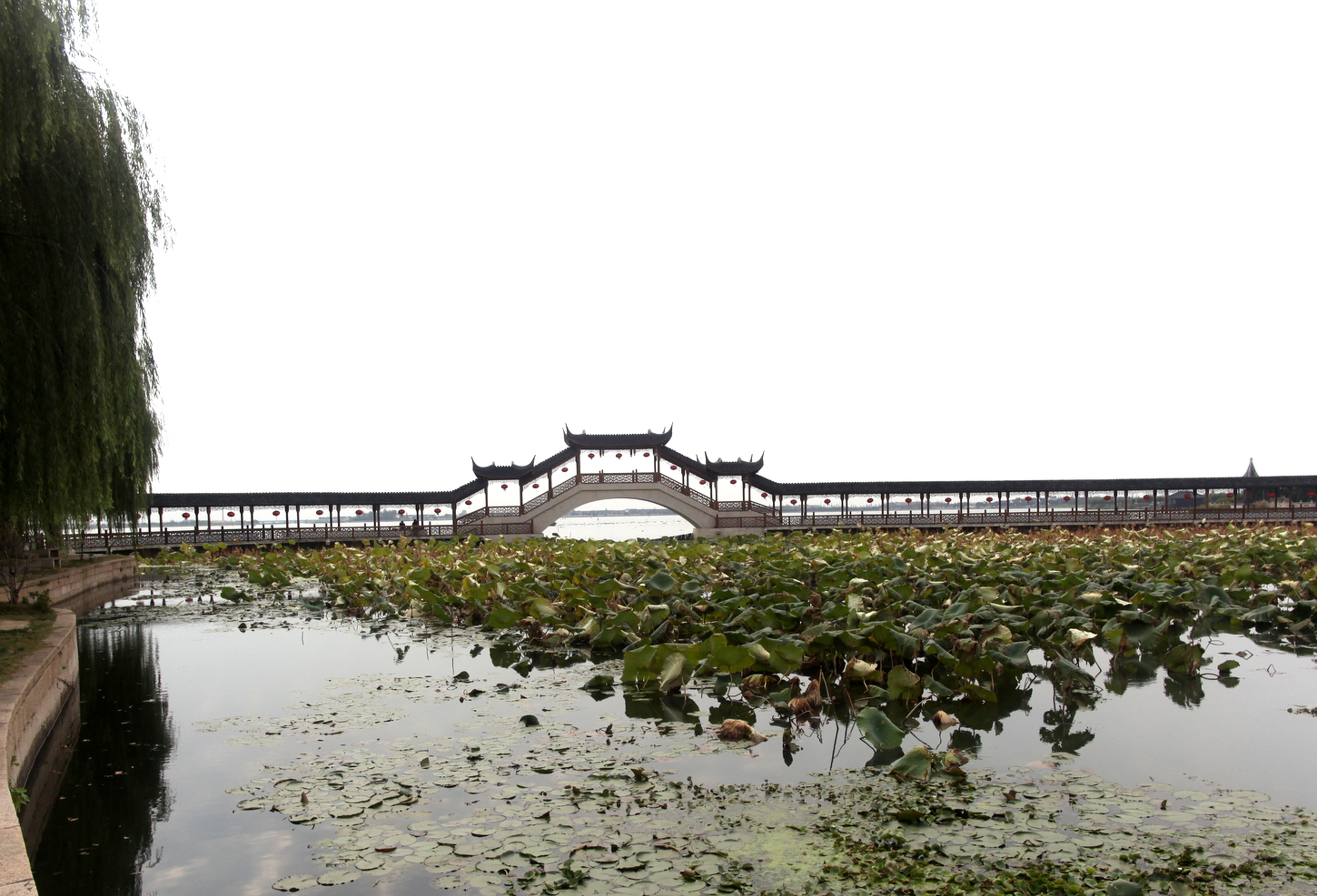
昆山锦溪廊桥

木拱廊桥现存200余座。其中泰顺县、庆元县、景宁县、寿宁县据传设于明朝景泰年间，为祝皇帝寿庆，合称“景泰寿庆”。廊桥在各地外观上存在着差异，泰顺、景宁的廊桥相桥凳窄、桥身侧板为半封闭；庆元、寿宁的板凳则为宽的，坐、卧兼可，侧板则为全封闭，上开各式小窗用以采光。
木拱廊桥亦被学者称为“木拱桥”，在泰顺境内当地人则称为蜈蚣桥。对于木拱廊桥的研究始于20世纪中期，1959年罗英先生出版《中国桥梁史料》，内收唐寰澄先生研究汴水虹桥的文章，而当时的学术界普遍认为虹桥技术已失传。七十年代末人们“发现”了在浙南的木拱廊桥，因此茅以升的《中国古桥技术史》则举泰顺薛宅桥和庆元的竹口桥等五桥为例证明“北宁时期盛行于中原的虹桥技术并未失传”，此后又经历多了方讨论。但南京大学建筑系的赵辰教授认为木拱廊桥是典型的山地人居文化遗产。
赵辰教授的依据是浙闽边界地区山高溪深，有众多山崖。行路极不便，修路、铺桥，成为当地居民的基本需求，而且当地盛产杉木，为木拱桥提供了材料来源。同时当地处亚热带海洋性季风气候区，夏季多雨，这让加盖廊屋、侧板成为以保护木制桥身的必要要求。同时正因如此，廊桥成为了当地居民交流、聚会的中心。
早期，狭义的廊桥在学术上有两个名称，分别为Woven Timber Arch Bridge（编木拱桥）和Woven Timber Arch-Beam Bridge（编木拱梁桥）。民间则习惯使用“Covered bridge”一词，但在实际中的“Covered Bridge”多指美国的廊桥。因此，三者都不兼备“信、达、雅”的原则。2004年6月，美籍华人叶守璋先生在一次世界木工程大会上建议，将中国这一特定的廊桥英文名称定为“Lounge Bridge”，“Lounge”为“休息室”的意思，并且这一英文译名与汉语发音相似，且反映了廊屋的多种功能，是音意兼具的佳译。目前学术界开始逐步使用“Lounge Bridge”一词。

#### 泰顺廊桥
泰顺有“中国廊桥之乡”的美誉，境内有各式桥梁900多座。泰顺人长期以来称廊桥为“蜈蚣桥”。目前有明清古廊桥30余座，其中木拱廊桥6座，包括泗溪溪东桥、北涧桥（合称姐妹桥）；三魁薛宅桥；仙稔仙居桥；筱村文兴桥；洲岭三条桥。
- 北涧桥和溪东桥最著名，北涧桥被誉为“世界上最美的廊桥”。
- 薛宅桥为拱矢斜度最大的廊桥。
- 文兴桥为造型最为奇异，唯一两边不对称的廊桥。
- 三条桥为史料记载最古老的廊桥（曾发现唐贞观年号瓦），也是最有可能的实际上最早的廊桥。
- 仙居桥为该县境内跨径最大的廊桥。

#### 庆元廊桥
庆元的廊桥内为全封闭、宽桥凳，为使桥面更坚固、耐用，多铺设鹅卵石。现存有如龙桥、兰溪桥等

#### 景宁廊桥
景宁为畲族自治县，景宁拥有木拱、木平、石拱廊桥总量为50多座，其中木拱廊桥有6条。现存有大地桥等

#### 寿宁廊桥

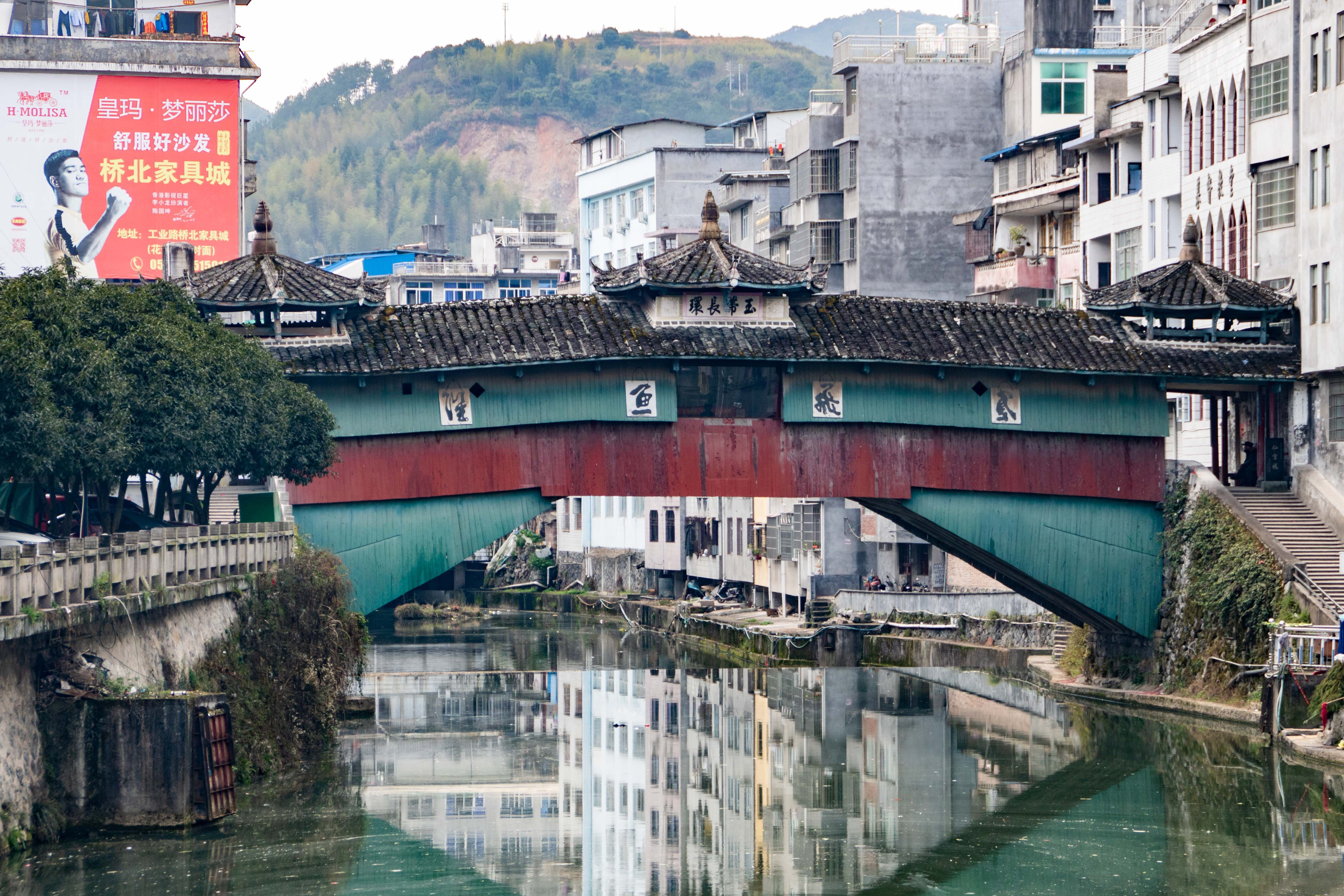
福建省寿宁县仙宫桥

据统计，寿宁现存木拱廊桥19座，主要分布在：鳌阳镇（县城）境内4座：飞云桥、仙宫桥、升平桥、登云桥；南阳镇境内2座：溪南桥、四洲桥；坑底乡境内5座：单桥、小东上桥、小东下桥、杨梅州桥、红军桥；犀溪乡境内2座：福寿桥、翁坑桥；芹洋乡境内4座：张坑桥、中村桥、长濑溪桥、尤溪桥；下党乡境内2座：杨溪头桥、鸾峰桥。 建桥时间从清乾隆、嘉庆、道光、同治、光绪，中华民国、直至1967年。在寿宁县坑底乡，生活着当地现今唯一懂建廊桥技术的年逾70的老人郑多金，由郑多金1967年主持修建的杨溪头桥被认为是中国最后建的木拱廊桥。

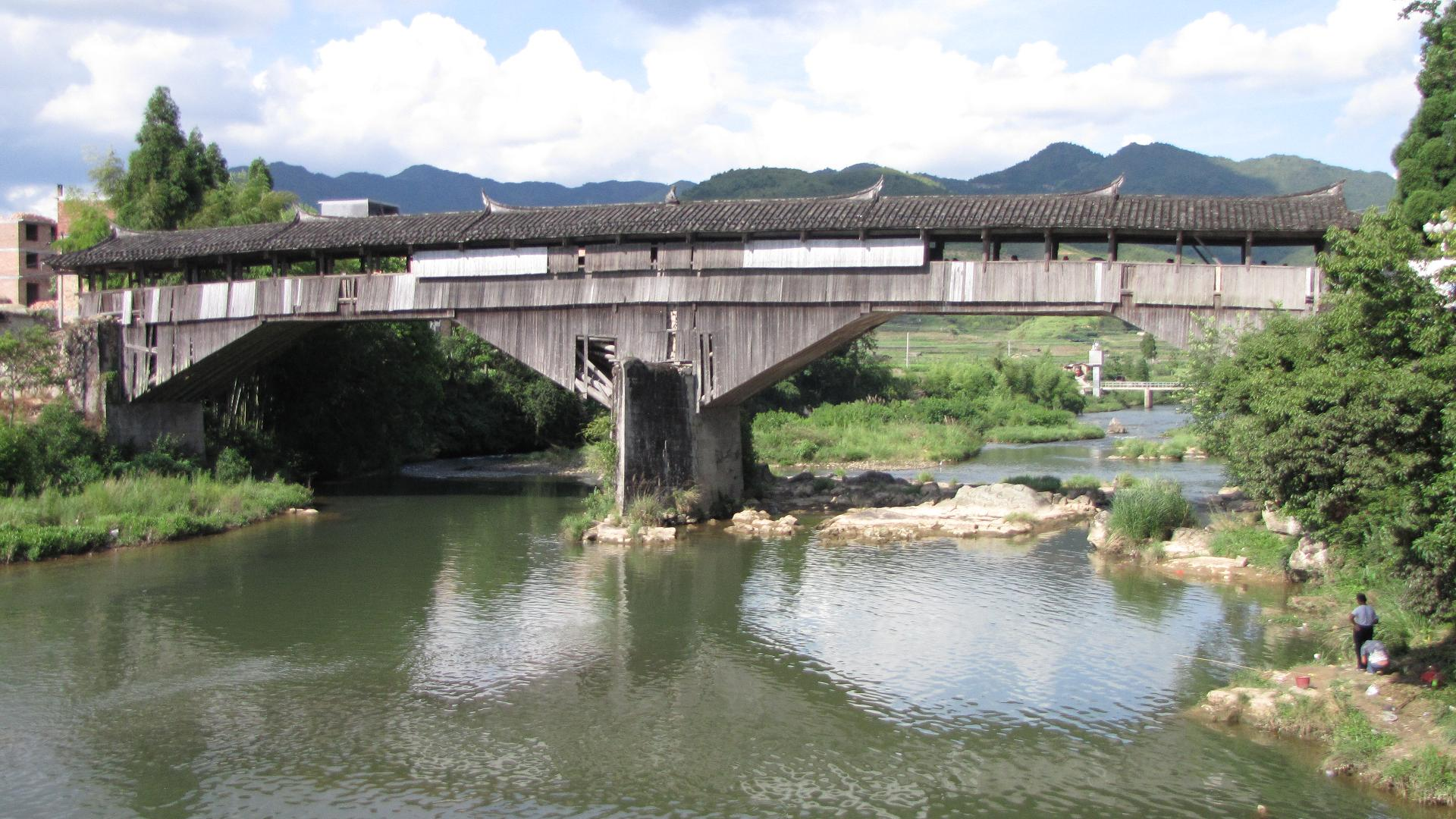
福建省屏南县千乘桥

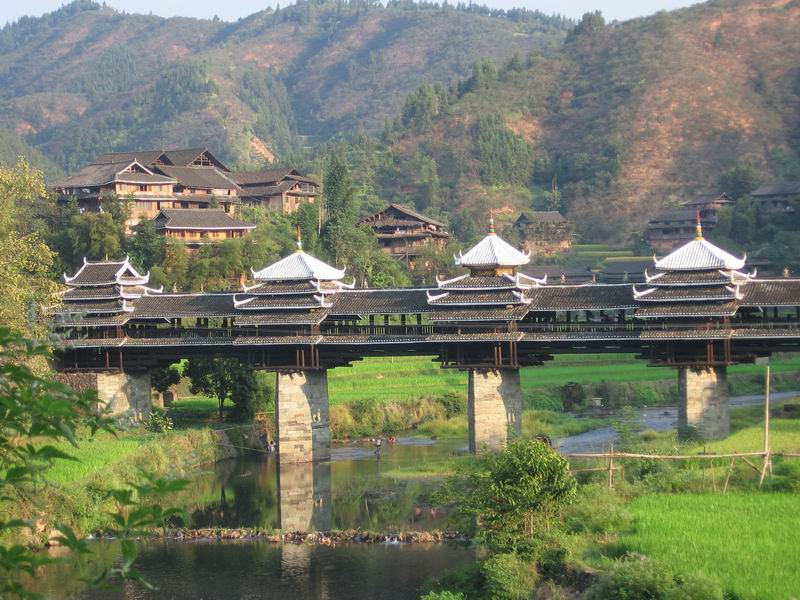
程阳桥（风雨桥）

#### 屏南廊桥
屏南境内的廊桥据统计有13座。始建于宋代的万安桥长度近百米，在2022年8月遭火焚之前为中国留存至今的最长木拱廊桥。

#### 福鼎廊桥
福鼎市管阳镇西阳村境内的老人桥是福鼎市唯一的廊桥。老人桥建于明正德年间，清康熙时期重修过。

### 风雨桥
风雨桥亦称风水桥、花桥、凉桥，分布于湖南、湖北、贵州、广西一带。一般由桥、塔、亭构成。石桥墩上一般建多层的塔或亭，各层檐角翘起。顶有葫芦、千年鹤状吉祥物。
著名的风雨桥有位于广西三江林溪河上的程阳桥。程阳桥建于1916年，为一四孔五墩伸臂木梁桥。

### 亭桥

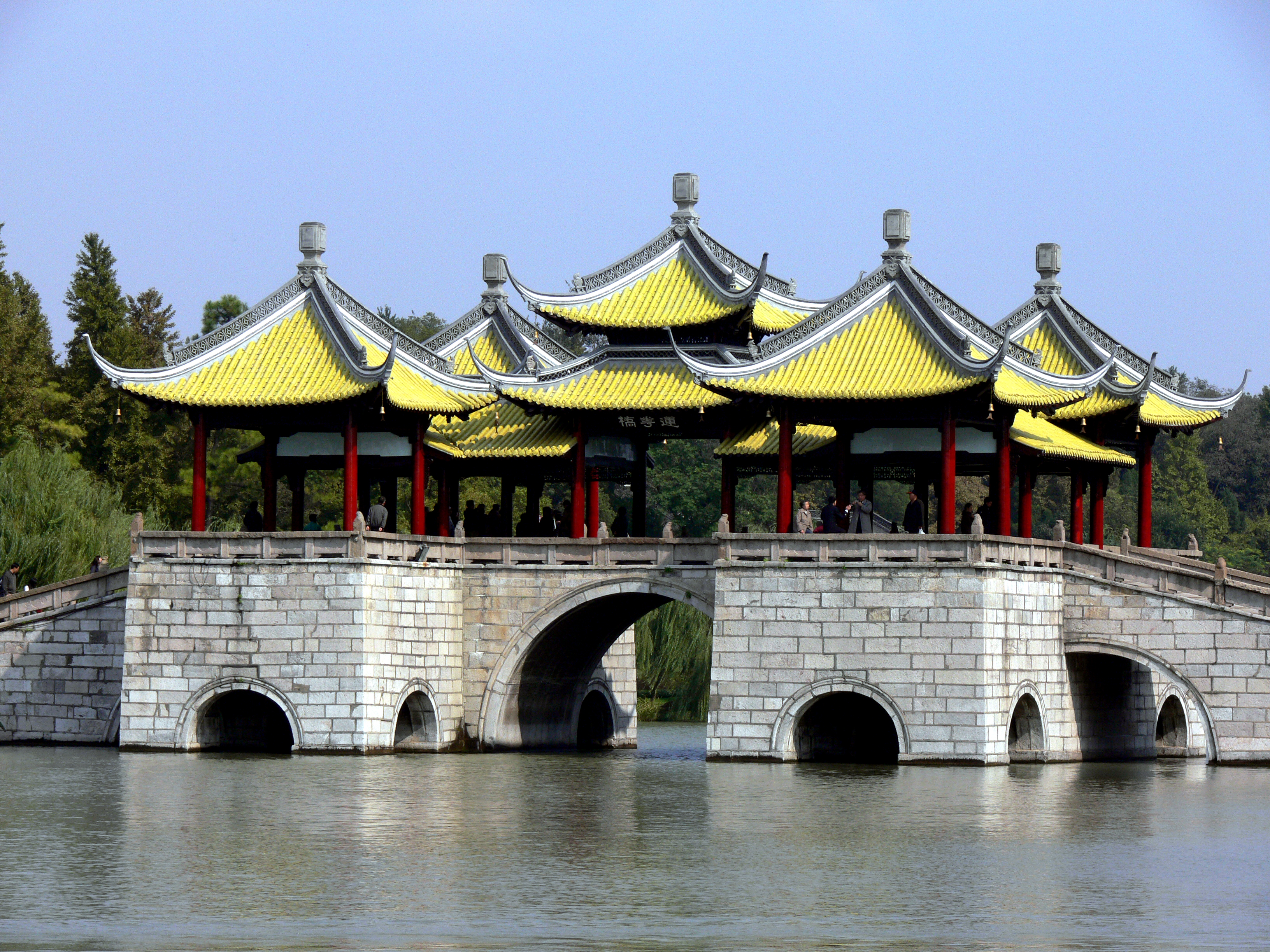
扬州瘦西湖五亭桥

亭桥即在桥身上建亭的桥，主要分布于中国江南地区，如杭州、扬州、苏州等城市。
其代表有杭州西湖十景之一曲院风荷的玉带晴虹（玉带桥）。玉带晴虹位于苏堤之西的金沙港西面，与苏堤的望山桥相对。此外亭桥代表还有扬州瘦西湖的五亭桥，苏州拙政园的小飞虹等。

## 瑞士廊桥

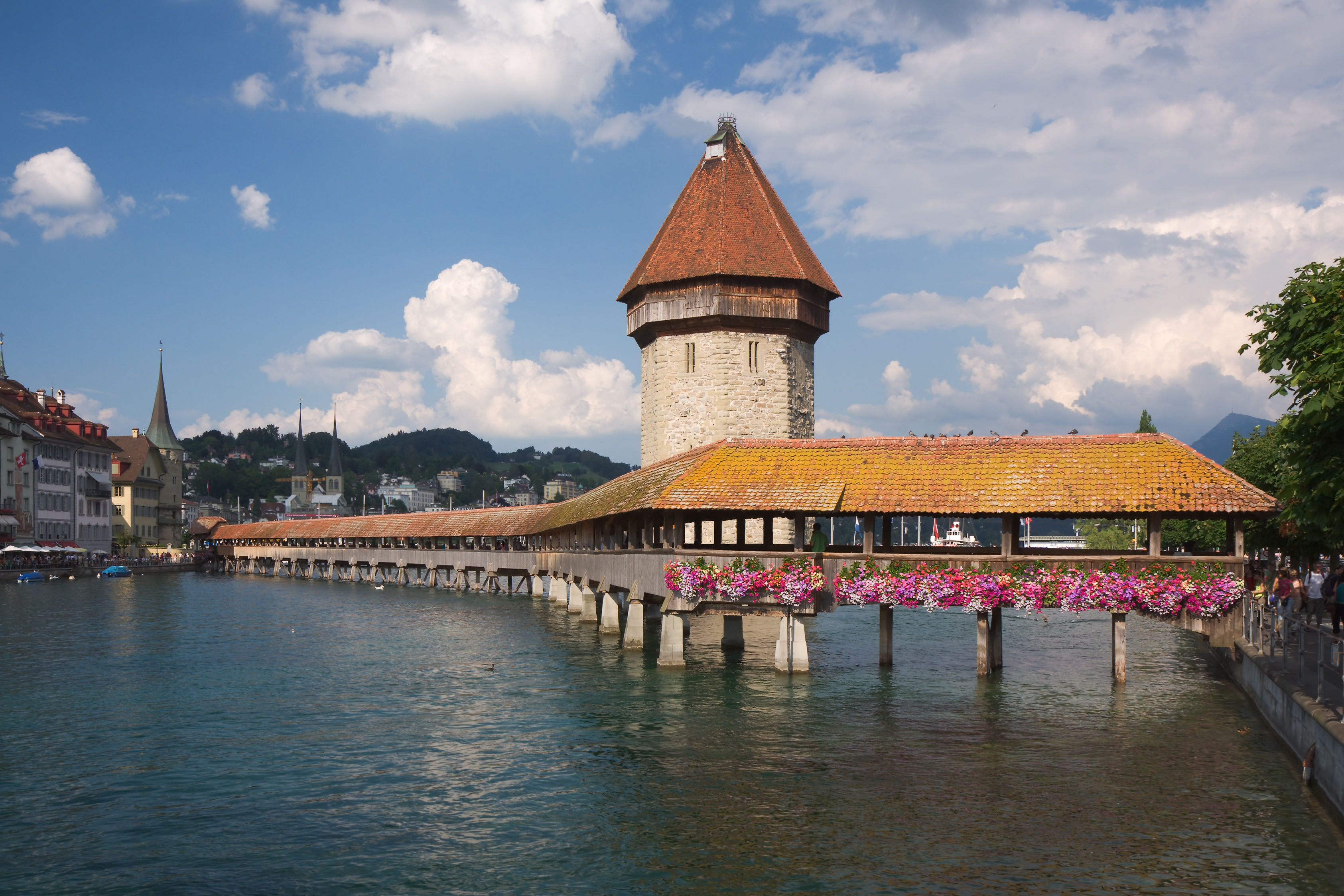
卡贝尔桥

卡贝尔桥（Kapellbrücke）位于瑞士小城卢塞恩，长达245米，横跨于羅伊斯河上，建于1333年，为欧洲历史最悠久的有顶木桥，因其建桥时附近有一座教堂，所以亦称教堂桥。桥中央有一八角形的水塔（Wasserturm），曾用作瞭望塔、监狱和金库，目前成为会馆。桥的横眉上有许多宗教历史绘画。卡贝尔桥于1993年毁于一场大火，后得以逼真地重建。

## 美国廊桥

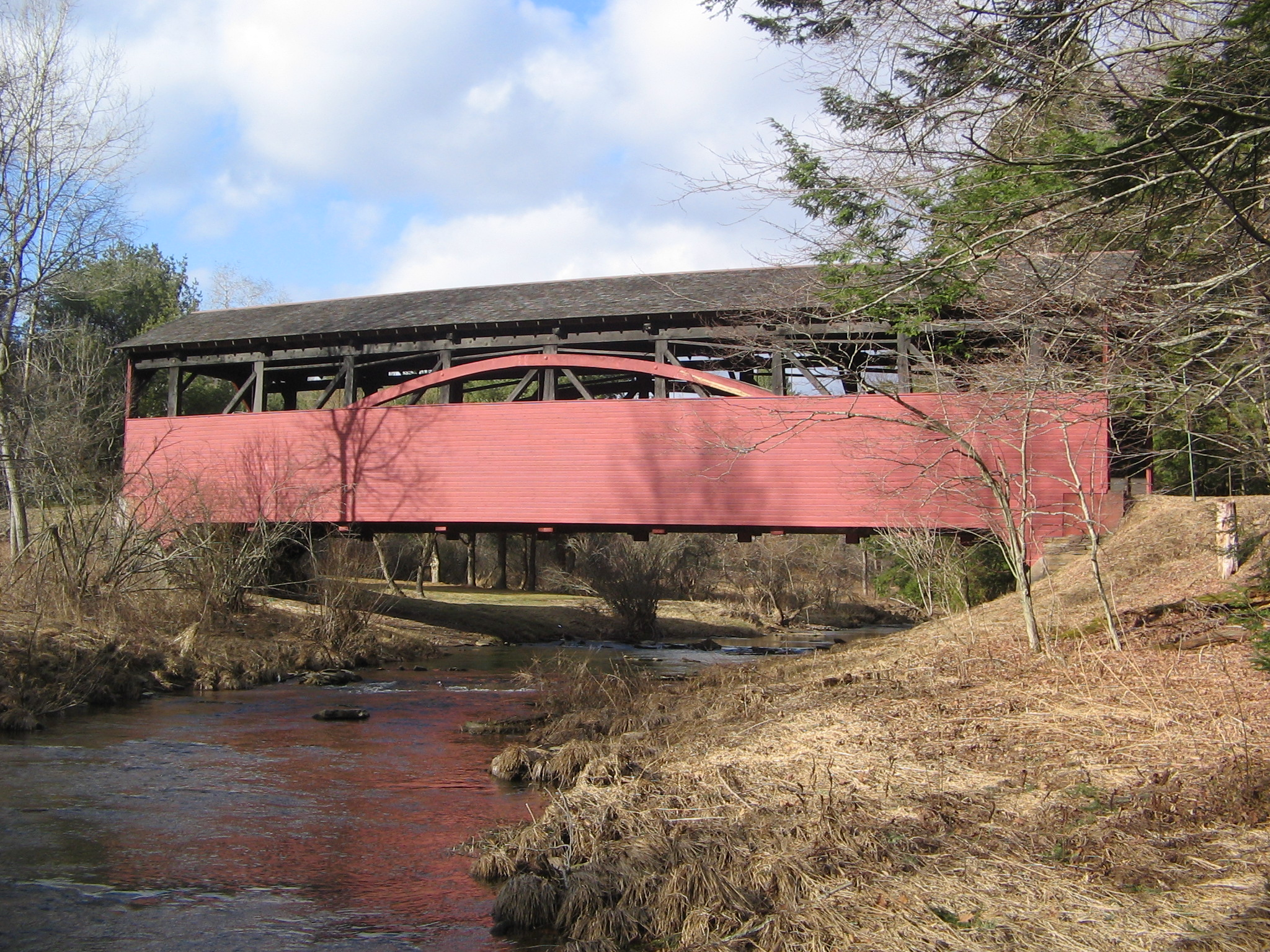
宾夕法尼亚州 Larrys Creek廊桥

美国宾夕法尼亚州有200余座廊桥，为全国之冠。

## 加拿大廊桥

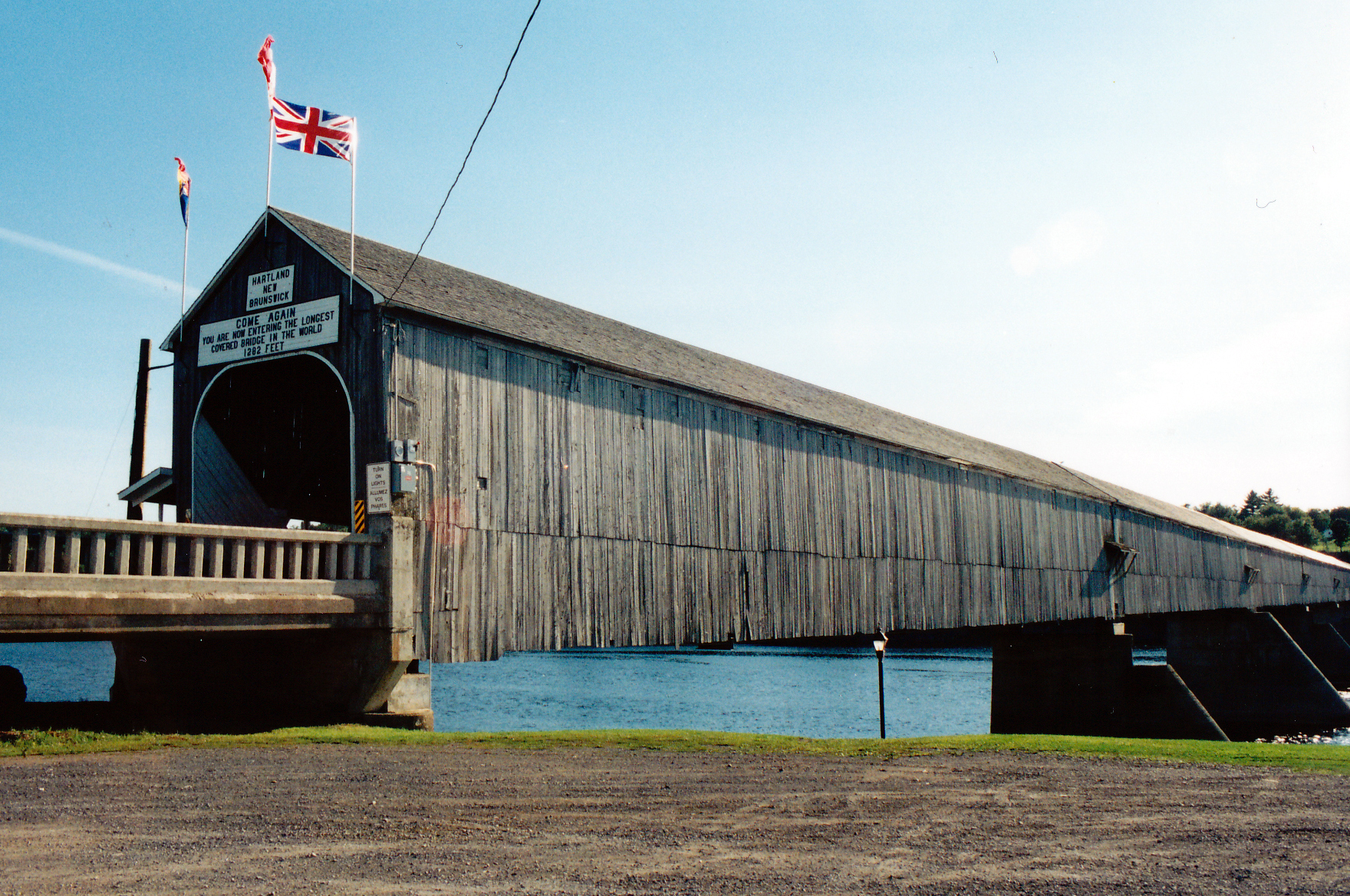
加拿大新不伦瑞克省 哈特兰廊桥， 全长391米

1990年加拿大魁北克省有1000多廊桥，新不伦瑞克省有400座，到2006年魁北克省仍有94座廊桥，新不伦瑞克省仍有65座。
世界最长的木廊桥--加拿大新不伦瑞克省 哈特兰廊桥, 全长391米。